# Bolniška ladja
Bolniška ladja je tip ladje, ki se uporablja kot plavajoča in mobilna bolnišnica. Po navadi se uporabljajo v bližini vojaških konfliktov, se pa lahko uporabljajo za humanitarno pomoč, npr. pri naravnih katastrofah. V nekaterih primerih so namensko grajene, lahko pa so tudi predelane tovorne ali potniške ladje, npr. HMHS Britannic. Velike vojške ladje, kot npr. letalonosilke, imajo tudi medicinsko opremo, vendar v manjšem obsegu. 